# Гуаццора
Гуаццора (итал. Guazzora) — коммуна в Италии, располагается в регионе Пьемонт, в провинции Алессандрия.
Население составляет 308 человек (2008 г.), плотность населения составляет 106 чел./км². Занимает площадь 3 км². Почтовый индекс — 15050. Телефонный код — 0131.
В коммуне 15 августа особо празднуется Успение Пресвятой Богородицы.

## Демография
Динамика населения:

## Администрация коммуны
- Официальный сайт: